# Rothmannia
Rothmannia  es un género con 42 especies de plantas con flores perteneciente a la familia de las rubiáceas.
Es nativo de África y Asia tropical.

## Taxonomía
El género fue descrito por Carl Peter Thunberg y publicado en Kongliga. Vetenskaps Academiens Handlingar 37: 65. 1776.
Etimología
Rothmannia: nombre genérico que fue otorgado en honor de Göran Rothman (1739–1778).

## Especies seleccionadas
- Rothmannia annae (E. Wright) Keay
- Rothmannia attopevensis
- Rothmannia capensis Thunb.
- Rothmannia daweishanensis Y. M. Shui & W. H. Chen
- Rothmannia ebamutensis Sonké
- Rothmannia engleriana
- Rothmannia eucodon
- Rothmannia exaltata
- Rothmannia fischeri (K. Schum.) Bullock
- Rothmannia globosa (Hochst.) Keay
- Rothmannia hispida
- Rothmannia jollyana
- Rothmannia kampucheana
- Rothmannia keithii
- Rothmannia kuchingensis
- Rothmannia lateriflora
- Rothmannia libisa
- Rothmannia liebrechtsiana
- Rothmannia longiflora
- Rothmannia lujae
- Rothmannia macrocarpa
- Rothmannia macromera
- Rothmannia macrophylla
- Rothmannia macrosiphon (Engl.) Bridson
- Rothmannia malayana
- Rothmannia manganjae
- Rothmannia mayumbensis
- Rothmannia munsae
- Rothmannia octomera
- Rothmannia pulcherrima
- Rothmannia ravae
- Rothmannia sootepensis
- Rothmannia talbotii
- Rothmannia thailandica
- Rothmannia uranthera
- Rothmannia urcelliformis
- Rothmannia venalis
- Rothmannia vidalii
- Rothmannia vietnamensis
- Rothmannia whitfieldii
- Rothmannia wittii